# Svalerod (art)
Svalerod (Vincetoxicum hirundinaria) er en 30-70 cm høj urt, der i Danmark fortrinsvis vokser på kystskrænter og strandvolde. Hele planten er giftig.

## Beskrivelse
Svalerod er en løvfældende flerårig urt med opret, riset vækstform. Skuddene er ranke og hårløse og bærer modsatte (eller kransstillede) blade. Bladene er ægformede og langt tilspidsede med hel, bølget rand. Oversiden er læderagtig, blank og mørkegrøn. Undersiden har samme farve.
Blomstringen sker i juli, og de hvide eller gullige blomster sidder i langstilkede kvaste fra de øverste bladhjørner. Frøene er forsynet med lange uldhår, og de sidder i store bælgkapsler, der springer op ved berøring. Frøene modner godt og spirer villigt på egnede voksesteder.
Højde x bredde og årlig tilvækst: 0,50 × 1 m (50 × 5 cm/år).

## Voksested
Svalerod vokser på solåbne, tørre og kalkrige steder i det meste af Europa og i Lilleasien og Nordafrika. Den optræder som pionerplante, men danner efterhånden samfund med andre tørketålende planter.
I Danmark er den mest udbredt i det tørre område langs Kattegats og Storebælts kyster. Den findes i Danmark på kystskrænter, strandvolde og sjældent også i skovbryn.
På Öland findes arten i Alvaret sammen med bl.a.: aksærenpris, blåhat, hjertegræs, bakkenellike, djævelsbid, filtet soløje, hvid stenurt, håret flitteraks, knoldet mjødurt, krybende potentil, prikbladet perikon, smalbladet klokke, soløjealant og trenervet snerre.
- Blomster
- Frøkapsler
- Frø og frøuld
- Vincetoxicum hirundinaria - Museum specimen

| Portal | Portal:Botanik |